# Ardara
Ardara là một đô thị ở tỉnh Sassari trong vùng Sardegna, có khoảng cách khoảng 160 km về phía bắc của Cagliari và cách khoảng 25 km về phía đông của Sassari. Tại thời điểm ngày 31 tháng 12 năm 2004, đô thị này có dân số 827 người và diện tích là 38,2 km².
Ardara giáp các đô thị: Chiaramonti, Mores, Ozieri, Ploaghe, Siligo.